# Epeolus tarsalis
Epeolus tarsalis là một loài Hymenoptera trong họ Apidae. Loài này được Morawitz mô tả khoa học năm 1874.